# Coelotes okinawensis
Coelotes okinawensis là một loài nhện trong họ Amaurobiidae.
Loài này thuộc chi Coelotes. Coelotes okinawensis được miêu tả năm 1989 bởi Shimojana.